# Kvarner-Bucht
Koordinaten: 44° 54′ 0″ N, 14° 36′ 0″ O

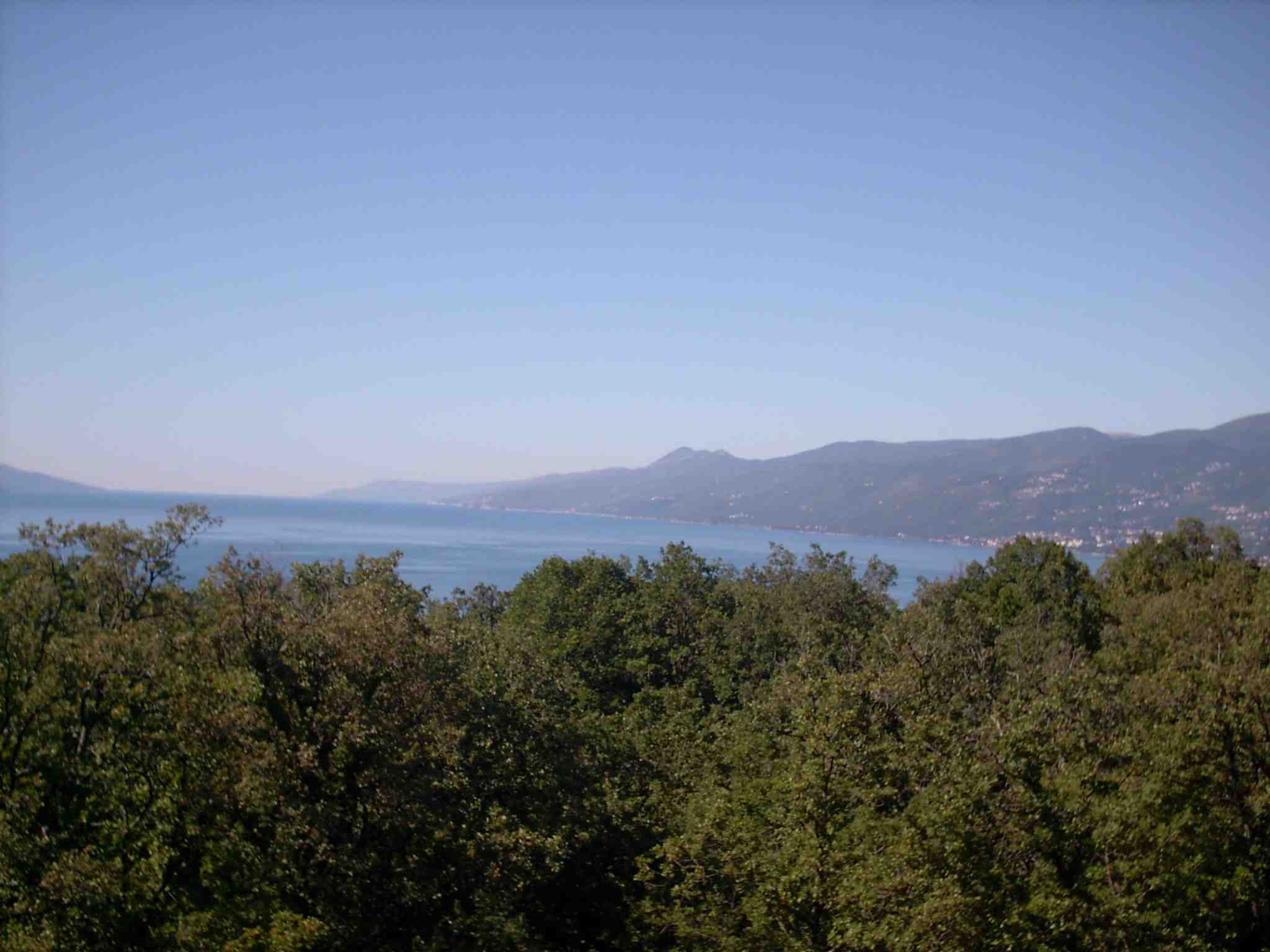
Blick von oberhalb der Stadt Rijeka auf die Kvarner-Bucht, den Berg Učka und die Insel Cres

Die Kvarner-Bucht (kroatisch Kvarner, italienisch Quarnero/Quarnaro/Carnaro, altertümlich deutsch Quarnerobusen) ist eine Bucht an der oberen Adria in Kroatien. 

## Überblick
Die Bucht erstreckt sich zwischen der Halbinsel Istrien im Westen und dem Kroatischen Küstenland im Osten. Die Kroatischen Inseln (historisch: Quarnerische Inseln) bilden eine morphologisch, landschaftlich und kulturell differenzierte Inselgruppe. Sie gehören als nördlichste Gruppe zum Kroatischen Archipel, der sich bis vor Dubrovnik unweit der montenegrinischen Grenze zieht.

Nautische Karte (1966) mit der Kvarner-Bucht
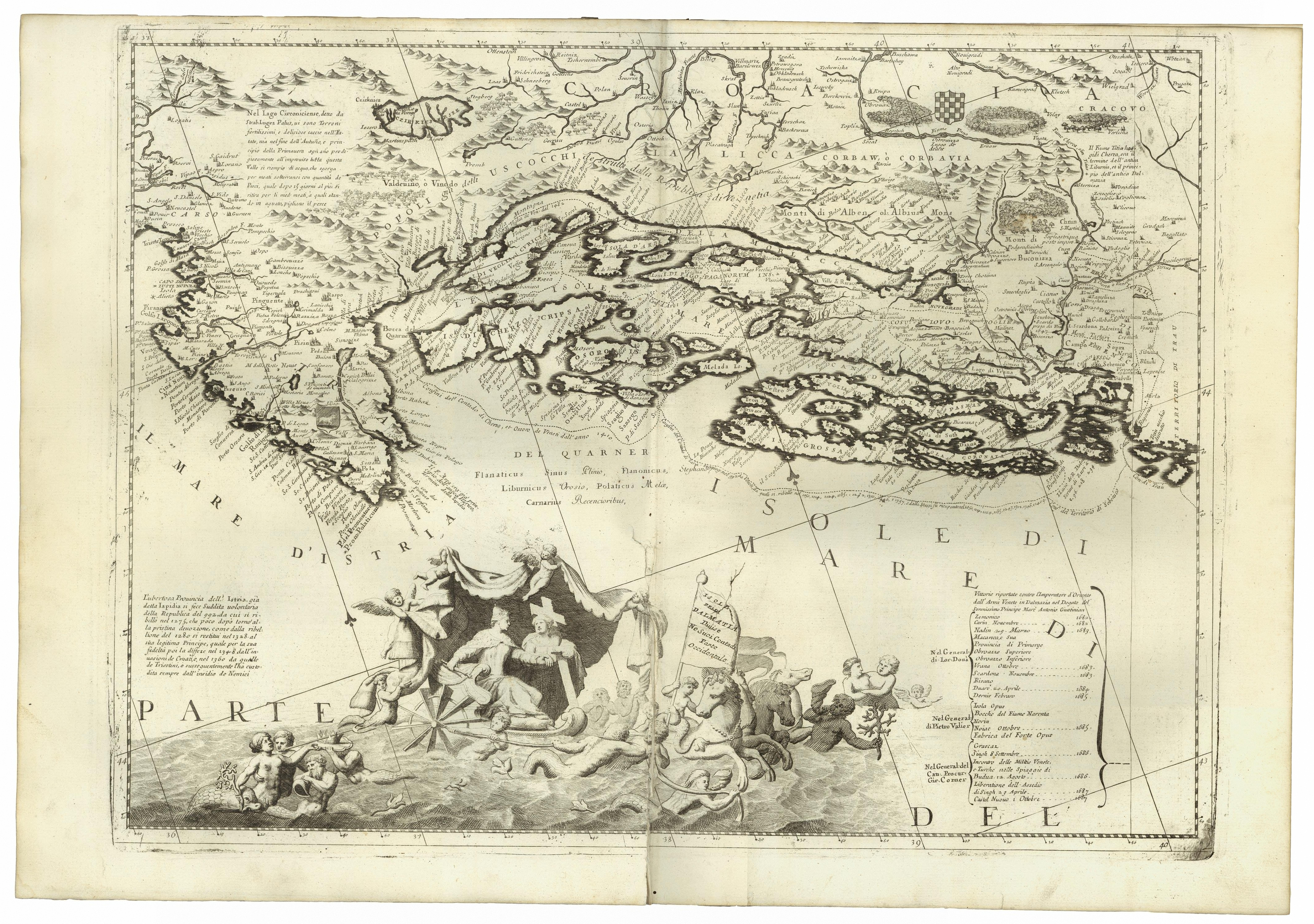
Kartographische Darstellung von 1697 (Vincenzo Maria Coronelli: Isole della Dalmatia divise nesuoi contadi parte occidentale)

## Hydrographische Beschreibung
Die Kvarner-Bucht selbst setzt sich aus größeren Gewässerabschnitten, dem Kvarner im engeren Sinne, der Bucht von Rijeka (kroatisch Riječki zaljev, italienisch Bocca del Quarner), dem  Kvarner (italienisch Quarnero), Kvarnerić (italienisch Quarnerolo) und dem Velebit-Kanal (kroatisch Velebitski kanal, italienisch Canale della Morlacca) zusammen.
Als „der Kvarner“ im engeren Sinne wird das Seegebiet zwischen der Halbinsel Istrien und den Inseln Cres und Unije bezeichnet. Für die historische Bezeichnung Quarnero gibt es unterschiedliche Deutungen. Als wahrscheinlichste Erklärung wird die Unterteilung in die genannten vier Meeresbereiche im Sinne von Vierteiligkeit angenommen, die der Onomastiker Petar Skok im 20. Jahrhundert vertrat. Seine These erhielt dadurch Gewicht, dass sich hier vier Seefahrtswege in der Antike erstreckten.
Der Kvarnerić (Quarnerolo) liegt zwischen den Inseln Cres und Lošinj auf der westlichen und den Inseln Krk und Rab auf der östlichen Seite. 
Zwischen dem südlichen Teil der Insel Krk sowie den Inseln Rab und Pag und andererseits dem kroatischen Festland erstreckt sich der Velebit-Kanal. Am nördlichen Abschnitt des Velebit-Kanal schließt sich der Vinodol-Kanal an, der historisch Canale della Montagna genannt wurde. Der Velebit-Kanal zählt aufgrund der Bora-Häufigkeit und einer lokalen Düsenwirkung durch das Velebit-Gebirge, das östlich gegen das Inland des Balkan hin einen markanten Einschnitt aufweist, zu den gefährlichen Gewässern der Welt.

## Bevölkerung und Kulturgeschichte
Der wichtigste Ort an der Kvarner-Bucht ist heute die Hafenstadt Rijeka. Bewohnte Inseln der Kvarner-Bucht sind Krk, Pag, Cres, Lošinj, Rab, Susak, Unije, Ilovik, Male Srakane und Vele Srakane. An ihren Küsten liegen zahlreiche bedeutende und zugleich traditionsreiche Fremdenverkehrsorte, wie das mondäne Opatija und Lovran.
Das Kvarnerland wird auch als der Zentralraum der kroatischen Gegend Hrvatsko Primorje (Kroatisches Küstenland) gesehen – eine genaue Abgrenzung ist in dieser reich strukturieren Küstenlandschaft unüblich. Es bildet mit den Küstenzonen der ehemaligen Triester Provinz Italiens und des italienischen Teils Istriens (Venezia Giulia), dem slowenischen Teil Istriens Küstenland/Primorska, dem kroatischen Teil Istriens (Gespanschaft Istrien) und dem sich südlich anschließenden Dalmatien die Nordostuferlinie der Adria, und wurde mit ersteren vom Hochmittelalter bis in das 20. Jahrhundert als Teil der Habsburgermonarchie allgemein Litorale, das Küstenland, bezeichnet.
Eine kulturgeschichtliche und heute touristische Besonderheit sind direkt an der Küste gelegene Aussichtsplattformen zum Sichten von Thunfischschwärmen, hier Tuneren genannt.